# Alanus de Rupe
Alanus de Rupe (latinisiert aus Alain de la Roche, auch Alanus van der Clip; * 1428, vermutlich in der Bretagne; † um den 8. September 1475 in Zwolle) war ein Dominikaner. Er bezeichnete sich als Verlobter der heiligen Maria (Mutter Jesu) und gab den Anstoß für den Aufschwung der Rosenkranz-Frömmigkeit im ausgehenden 15. Jahrhundert.

## Leben

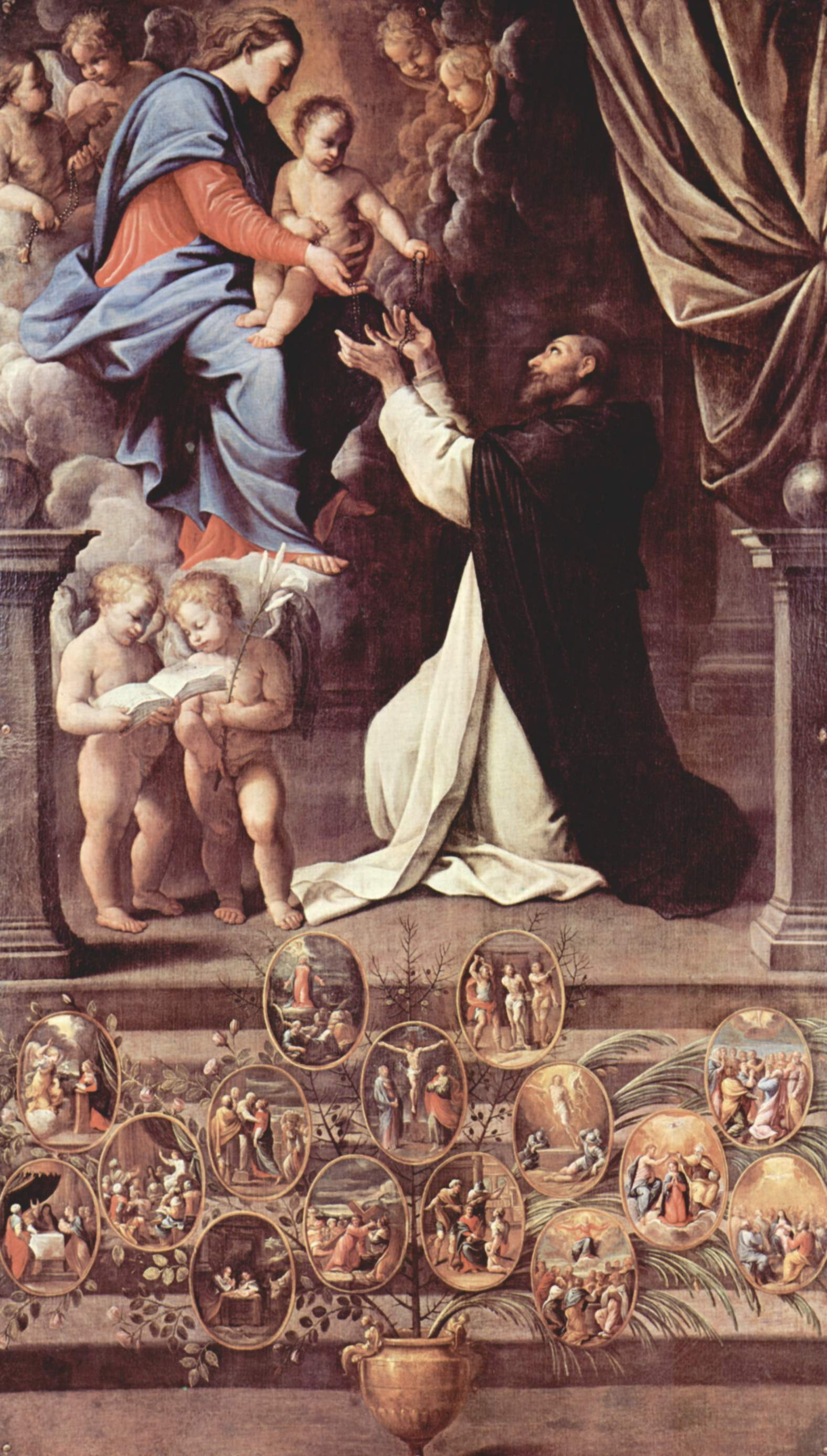
Guido Reni: Der heilige Dominikus erhält den Rosenkranz (1596/98)

Alanus trat dem Konvent der Dominikaner in Dinan bei. Später studierte und lehrte er an der Pariser Sorbonne. 1462 wurde er zusammen mit anderen Mitglied des Konvents in Lille. 1464 hatte Alanus eine Vision der Gottesmutter, in deren Folge er den Marienpsalter niederschrieb, eine Betrachtung zum Rosenkranz, und die erste Rosenkranzbruderschaft gründete, die er Confratria Psalterii D. N. Jesu Christi et Mariae Virginis nannte. Deren Mitglieder verpflichteten sich, innerhalb einer Woche ein „Psalterium“ von 150 Ave Maria und 15 Paternoster zu beten. Nach Stationen in Douai und Gent kam Alanus 1470 an die Universität Rostock, wo er den Magistergrad erwarb.
Weil Alanus Anregungen, die er von dem Kartäuser Dominikus von Preußen hatte, dem heiligen Dominikus zuschrieb und wegen der Art seiner Persönlichkeit war er nicht unumstritten. In seinem Todesjahr schrieb er eine Apologie, deren Authentizität als gesichert gilt, während die Urheberschaft anderer ihm zugeschriebener Werke ungewiss bleibt. Seine Wirkung war jedoch beträchtlich: die Rosenkranzbruderschaften prägten das geistliche Leben in den Städten bis zur Reformation. Auf Alanus geht vermutlich die Legende zurück, Maria selbst habe dem heiligen Dominikus den Rosenkranz übergeben, die vielfach bildlich dargestellt wurde.
Er gehört zu den Autoren, die schon in der frühen Zeit des Buchdrucks eine weite Verbreitung erfuhren. Der sogenannte „Marienpsalter“, ein marianisches Stundenbuch, wurde zum ersten Male um 1480 in Utrecht in Niederländisch gedruckt und seit 1483 in Ulm, 1491 in Nürnberg, ab 1492 in Augsburg publiziert.
Alanus galt Ordensschriftstellern seit dem 17. Jahrhundert als Seliger, auch wenn sich eine Seligsprechung nicht nachweisen lässt; sein Gedächtnis wurde am 8. September begangen.

## Werke
- Alanus de Rupe de psalterio beate marie (Exemplar der UB Kiel, wichtigste handschriftliche Überlieferung)
- B. Alanvs De Rvpe Redivivvs : De Psalterio Sev Rosario Christi Ac Mariae: Eivsdemqve Fraternitate Rosaria / Auctore R. P. F. Ioanne Andrea Coppenstein Mandalensi, Ordinis Praedicatorum ... – Coloniae Agrippinae : Sumptibus Petri Henningij, 1624 (Digitalisierte Ausgabe der Universitäts- und Landesbibliothek Düsseldorf)
- Magister Alanus de Rupe ... Sponsus novellus beatissimae Virginis, Doctor Sacrae Theologiae devotissimus ordinis fratrum praedicatorum, de immense et ineffabili dignitate psalterii precelsae ac intermeratae Virginis Mariae Gripsholm 1498 (Exemplar der UB Kiel)